# Marginella pseudorosea
Marginella pseudorosea is een slakkensoort uit de familie van de Marginellidae. De wetenschappelijke naam van de soort werd voor het eerst geldig gepubliceerd in 2013 door S. G. Veldsman.